# Lamine Yamal
Lamine Yamal Nasraoui Ebana (Esplugas de Llobregat, Barcelona, 13 de julio de 2007) es un futbolista español que juega de extremo o centrocampista en el F. C. Barcelona de la Primera División de España. Es internacional absoluto con la selección de España.
Criado en el barrio mataronense de Rocafonda, fue fichado para las divisiones juveniles de Barcelona y formado en La Masia, debutó con el primer equipo en 2023, (15 años y 87 días) convirtiéndose en el jugador más joven en disputar un partido oficial con el Barcelona.
A la Selección Española, la ha representado en diversas categorías juveniles. Con solo 16 años y 57 días, debutó con la selección absoluta, estableciendo un nuevo récord como el jugador más joven en la historia de España de hacerlo así y también de marcar un gol. 
En 2024, fue una de las figuras claves en la Eurocopa, donde España conquistó su cuarto título continental. Su actuación le valió el premio al Mejor Jugador Joven del torneo. Es el jugador más joven en la Eurocopa en debutar y asistir (16 años y 338 días), además de anotar un gol (16 años y 361 días).
Es también el futbolista más joven en marcar en la historia de El Clásico (17 años y 105 días). En su primera temporada completa, rompiendo múltiples récords, se consolidó como titular y fue reconocido como el mejor futbolista joven del mundo por France Football.

## Orígenes y formación
Yamal nació el 13 de julio de 2007 en Esplugas de Llobregat, en el área metropolitana de Barcelona. Es hijo de Sheila Ebana, una camarera originaria de Bata, Guinea Ecuatorial, y Mounir Nasraoui, un pintor de edificios de Larache, Marruecos. Su nombre de pila compuesto honra a dos personas, Lamine y Yamal, quienes ayudaron económicamente a sus padres antes de su nacimiento.
Sus padres se separaron cuando él tenía tres años, aunque ambos continuaron presentes en su crianza. Inicialmente, la familia vivía en Mataró, pero tras la separación, su madre se mudó a Granollers, donde Yamal comenzó a jugar al fútbol en el club local La Torreta a los cuatro años. Alternaba su tiempo entre ambas ciudades. En Mataró, creció en Rocafonda, un barrio marginado y estigmatizado, según El País. La celebración de sus goles, las hace, mostrando con sus dedos el número 304, que son los últimos dígitos del código postal 08304 del lugar de su niñez. Sin duda, ha dado visibilidad y orgullo a la comunidad trabajadora del lugar.

### Categorías inferiores

#### F. C. Barcelona (2014-2023)
A los seis años, fue descubierto por el Barcelona e invitado a entrenar en La Masia. En febrero de 2014, fue fichado y firmado por Albert Puig Ortoneda —actual responsable del fútbol formativo—, tras la captación y aprobación de Óscar Hernández Romero e Isidre Gil. Fue considerado una de las mayores promesas de la academia y se trasladó a Barcelona para vivir y entrenar en la academia.
Ingresó al equipo Prebenjamín del club, y su primer partido oficial con la camiseta azulgrana se disputó el 5 de octubre de ese mismo año en el Camp de Futbol de la Escola Industrial, donde anotó dos goles en la victoria por 2-3 frente al Don Bosco. Desde entonces, ha jugado en doce equipos diferentes dentro de la estructura formativa del Barcelona, siguiendo la progresión correspondiente a su edad. Durante cinco temporadas participó en el fútbol-7, donde acumuló 151 partidos y 301 goles, destacando especialmente en la temporada 2016-17 con el Benjamín A, donde marcó 79 goles en 32 partidos.
Posteriormente, ascendió al fútbol-11, donde hasta mediados de 2023 había disputado 98 partidos y anotado 56 goles. Su rendimiento fue afectado por la pandemia de COVID-19, que limitó su participación a 32 encuentros en las temporadas 2019-20 y 2020-21, aunque logró marcar 28 goles en ese periodo. A pesar de esta interrupción, su talento fue evidente, lo que le permitió ascender al Cadete A siendo un año menor que sus compañeros, donde anotó 20 goles en 32 partidos. Posteriormente, fue promovido al Juvenil A, consolidándose como una de las figuras del equipo.
Formativas y filiales en el club
| Club                   | División    | Temporada | Partidos | Goles | Promedio |
| ---------------------- | ----------- | --------- | -------- | ----- | -------- |
| F. C. Barcelona España | Prebenjamín | 2014-15   | 26       | 25    | 0.96     |
| F. C. Barcelona España | Benjamín B  | 2015-16   | 30       | 56    | 1.86     |
| F. C. Barcelona España | Benjamín A  | 2016-17   | 32       | 79    | 2.46     |
| F. C. Barcelona España | Alevín C    | 2017-18   | 29       | 70    | 2.41     |
| F. C. Barcelona España | Alevín A    | 2018-19   | 34       | 71    | 2.08     |
| F. C. Barcelona España | Subtotal*   | Subtotal* | 151      | 301   | 1.99     |
| F. C. Barcelona España | Infantil B  | 2019-20   | 18       | 13    | 0.72     |
| F. C. Barcelona España | Infantil A  | 2019-20   | 1        | 0     | 0        |
| F. C. Barcelona España | Infantil A  | 2020-21   | 14       | 15    | 1.07     |
| F. C. Barcelona España | Cadete B    | 2020-21   | 2        | 1     | 0.50     |
| F. C. Barcelona España | Cadete A    | 2021-22   | 32       | 20    | 0.62     |
| F. C. Barcelona España | Juvenil A   | 2022-23   | 23       | 7     | 0.30     |
| F. C. Barcelona España | Barcelona B | 2022-23   | 3        | 0     | 0        |
| F. C. Barcelona España | Subtotal*   | Subtotal* | 98       | 56    | 0.57     |
| F. C. Barcelona España | Total*      | Total*    | 249      | 357   | 1.43     |

## Trayectoria

### F. C. Barcelona (2023-presente)

#### Temporada debut
Para la temporada 2022-23, fue incluido en el Juvenil A, una categoría superior a su edad. El 4 de septiembre de 2022, Xavi lo convocó para entrenar con el primer equipo junto a otros jugadores jóvenes. A pesar de no haber firmado aún su primer contrato profesional, fue uno de los futbolistas de la cantera que más llamó la atención del entrenador.

Su debut finalmente se produjo el 29 de abril de 2023, a los 15 años de edad, por un partido del Campeonato Nacional, oportunidad en que su equipo F. C. Barcelona enfrentaba a Real Betis. Yamal era suplente, ingresó con la camiseta número 41, como reemplazante de Gavi al final del segundo tiempo. En las primeras jugadas, intentó asociaciones con jugadores experimentados como Robert Lewandowski y hasta estuvo cerca de marcar un gol. Después del juego, Yamal recibió el respeto de los fanáticos, así como las reseñas de prensa:
«Lamine Yamal parece normal, pero no lo es».
Lamine Yamal, con 15 años y 290 días, se convirtió en el jugador más joven en disputar un partido de LaLiga con el Barcelona, superando el récord de Vicenç Martínez, quien debutó con 16 años y 280 días el 19 de octubre de 1941. El 14 de mayo de 2023, el F. C. Barcelona se proclamó campeón de LaLiga tras vencer al Espanyol por 2 a 4 en el derbi disputado en Cornellà-El Prat. Con la consecución del título, Yamal, con 15 años y 305 días, se convirtió en el campeón más joven en la historia de la Liga, superando a su compañero Ansu Fati.

#### Consolidación e inclusión en la Eurocopa
En la temporada 2023-24, Yamal se consolidó en la alineación titular del Barcelona, jugando 50 partidos y anotando 7 goles, a la par de su debut oficial con la selección española. Destacó en el Trofeo Joan Gamper al participar en los tres goles de la remontada. Durante un partido contra Cádiz, se convirtió en el jugador más joven en ser titular en LaLiga con 16 años y 38 días. El 27 de agosto, en la victoria 4-3 contra Villarreal, dio una asistencia y se convirtió en el asistente más joven del siglo en la competición. El 8 de octubre, marcó su primer gol, jugando contra Granada en el Nuevo Los Cármenes. Barcelona acabaría 2° en el Nacional, y no lograría pasar a la semifinal de la Champions. Sin embargo, fue el jugador más joven en ser titular con el Barcelona en LaLiga, en dar una asistencia con 16 años y 45 días, en marcar un gol con el club y participar en un Clásico, así como el más joven en anotar un doblete en el torneo. Además, se convirtió en el primer jugador menor de 17 años en lograrlo. En la Champions League, fue el segundo jugador más joven en debutar —detrás de Youssoufa Moukoko—, el más joven en ser titular y el más joven en jugar en la fase de eliminatorias. En la Supercopa de España, se convirtió en el goleador más joven de la competición con 16 años y 182 días. En la Copa del Rey, también estableció un récord como el goleador más joven del torneo y recibió el premio Golden Boy The Youngest. Debido a su muy buen año, los principales clubes comenzaron a "ojear" al joven talento, pero Lamine rechazó a todos, renovando hasta 2026 con una cláusula de 1.000 millones de euros.

Para inicios de la temporada 2024-25, Lamine se perfilaba para ser uno de los incluidos en la Eurocopa que se celebraba en Alemania. Durante la Liga, su promedio goleador incrementó considerablemente, pasando de 0.14 del año pasado a 0.25 durante el actual campeonato. Siendo una figura creciente en el fútbol español, para Luis de la Fuente, el entrenador de la Selección en ese momento, Lamine era más que una figura de cambio y un proyecto a futuro. Así fue como, paso de entrar en la lista de pre-convocados, el 7 de mayo de 2024 Luis de la Fuente anunció los convocados a la Eurocopa y dejó sorpresivamente adentro a Yamal. Lamine disputó sus partidos con España, donde anotó un gol y se consagró campeón. En la prensa, el seleccionador español declararía lo siguiente:
«Lo llevo comentando durante 44 días y estos futbolistas son un ejemplo para la sociedad por los valores que representan. No sé si cambiaremos algo en la sociedad, pero la gente joven que vea a estos jugadores no como niños mimados, sino como gente que ha trabajado muchísimo».
Con la irrupción de Lamine, Barcelona mejoraría su rendimiento del año anterior. Yamal quedaría como máximo asistente del torneo por primera vez en su carrera, con 13 asistencias. En la Liga, Lamine disputó 35 partidos y marcó 9 goles, contribuyendo a una destacada campaña en la que el equipo se consagró campeón en la antepenúltima jornada, tras vencer al Espanyol. Se convirtió en el segundo goleador más joven en la historia de la Champions League al anotar ante el Mónaco. El 26 de octubre, se convirtió en el jugador más joven en marcar en un clásico frente al Real Madrid —17 años y 105 días—, en la victoria por 0-4 en el Santiago Bernabeú, superando la marca de Ansu Fati. El 12 de enero de 2025 ganó la Supercopa de España, frente al Real Madrid, siendo Lamine Yamal el autor de un gol en la final. Su tanto, en la Ciudad Deportiva del Rey Abdullah, y que significó el empate momentáneo barcelonista, lo convirtió en el goleador más joven en la historia del certamen, con 17 años y 182 días. El 2 de febrero, batió un récord de Lionel Messi al completar 21 regates en un partido contra el Alavés. El 26 de abril ganó la Copa del Rey, también frente al Real Madrid, siendo el autor de dos asistencias en la final. Su rendimiento le valió el Trofeo Kopa y Golden Boy, premios que reconocen al mejor futbolista del fútbol mundial y europeo menor de 21 años, respectivamente. Además recibió el reconocimiento a Deportista Revelación del Año en los Premios Laureus. En este año, designó oficialmente como su representante a Jorge Mendes, quien asumió la responsabilidad de guiar su carrera y negociar contratos clave.

## Selección nacional

### Primeras convocatorias y campeón de la Eurocopa (2023-2025)
Lamine Yamal debutó oficialmente con la Selección Española absoluta el 8 de septiembre de 2023, ante Georgia en Boris Paichadze Dinamo Arena, con tan solo 16 años. Previo al debut, apenas había disputado 9 partidos con Barcelona y Luis de la Fuente, entrenador de la Selección en aquel entonces, le anunció a Yamal que contaría con él para el próximo partido. Yamal entró en el final del primer tiempo, en reemplazo de Dani Olmo, con el partido ya liquidado 4 a 0 a favor de los españoles. En cuarenta minutos de juego, convirtió su primer gol, lo que le convirtió en el futbolista más joven de la historia en jugar y marcar para España, a la edad de 16 años y 57 días. Asimismo, el más joven en marcar en una fase de clasificación para la Eurocopa, tras superar a su compañero de equipo Gavi. Luego del partido, Yamal confesaría que aquel día "estaba viviendo un sueño".
Tras haber jugado varios partidos para la Selección durante 2024, en ese año Luis de la Fuente lo convocó para jugar la Eurocopa celebrado en Alemania. Yamal se encontraba concentrado junto a otros veintiocho jugadores en un predio ubicado en Donaueschingen, utilizado por la RFEF como lugar de entrenamiento, cuando el 7 de mayo de 2024 el entrenador le comunicó que iba a tenerlo en cuenta, ya que era la figura indiscutida de Barcelona y del fútbol español, por lo que su rendimiento en el campeonato fue excelso. Registró una asistencia durante la fase de grupos, donde España salió primera contra Italia, Croacia y Albania. En octavos de final, apabullaron a Georgia por 4 a 1 con otra asistencia de Yamal, en cuartos de final, eliminaron a Alemania, y en semifinales, se enfrentaron a Francia. Yamal, convirtió el primer tanto —el jugador más joven en marcar en una Eurocopa, a la edad de 16 años y 362 días—, seguido por otro marcado por Dani Olmo, la otra gran figura del equipo. En la final, vencieron a la Inglaterra por 2 a 1, con un gol de Williams, y de Oyarzabal, coronando a España como campeona de Europa en el Estadio Olímpico de Berlín ante 65 mil espectadores que quedaron maravillados por los talentos de aquel joven Yamal —el jugador más joven en ganar la Eurocopa, con 17 años y un día de edad, quien recibió el Premio al mejor jugador joven del torneo y fue el máximo asistente, con cuatro asistencias e incluido en el once ideal del torneo junto a otros cinco futbolistas españoles. Luego de ganar el torneo, la delegación española, con Luis de la Fuente a la cabeza, fue recibida por Pedro Sánchez, Felipe VI y la Familia Real en el Palacio de la Zarzuela.

### Participaciones en Eurocopas
| Copa          | Sede     | Resultado | Partidos | Goles | Asistencias |
| ------------- | -------- | --------- | -------- | ----- | ----------- |
| Eurocopa 2024 | Alemania | Campeón   | 7        | 1     | 4           |

#### Goles internacionales
| 1 | 1  | 8 de septiembre de 2023 | Estadio Nacional Borís Paichadze, Tiflis, Georgia | Georgia      | 1 - 7 | 1 - 7 | Clasificación para la Eurocopa 2024 | [ 50 ] |
| 2 | 3  | 16 de noviembre de 2023 | Limassol Arena, Limasol, Chipre                   | Chipre       | 0 - 1 | 1 - 3 | Clasificación para la Eurocopa 2024 | [ 51 ] |
| 3 | 13 | 9 de julio de 2024      | Allianz Arena, Múnich, Alemania                   | Francia      | 1 - 1 | 2 - 1 | Eurocopa 2024                       | [ 52 ] |
| 4 | 19 | 23 de marzo de 2025     | Mestalla, Valencia, España                        | Países Bajos | 3 - 2 | 3 - 3 | Liga de Naciones de la UEFA 2024-25 | [ 53 ] |
| 5 | 20 | 5 de junio de 2025      | Mercedes-Benz Arena, Stuttgart, Alemania          | Francia      | 3 - 0 | 5 - 4 | Liga de Naciones de la UEFA 2024-25 | [ 54 ] |
| 6 | 20 | 5 de junio de 2025      | Mercedes-Benz Arena, Stuttgart, Alemania          | Francia      | 5 - 1 | 5 - 4 | Liga de Naciones de la UEFA 2024-25 | [ 55 ] |

## Perfil de jugador

### Estilo de juego
Lamine Yamal es un jugador que destaca por su estilo de juego dinámico y versátil. Su principal fortaleza radica en su velocidad y habilidad de regate, que le permite superar a los defensores con facilidad. Es un delantero zurdo con gran capacidad de regate, pase y gol, que puede jugar tanto de delantero centro como de centrocampista ofensivo o de extremo, principalmente por la banda derecha.Además, su capacidad para hacer pases precisos y asistir a sus compañeros le ha permitido destacarse no solo por su capacidad de gol, sino también por su visión de juego.
A pesar de su juventud, Yamal ha mostrado una madurez impresionante en el campo. Su toma de decisiones rápida y precisa lo ha hecho sobresalir en competiciones internacionales, como la Eurocopa 2024, donde fue aclamado por su rendimiento. Su estilo de juego ha sido comparado con el de Lionel Messi, debido a sus habilidades técnicas similares, como su control de balón en espacios reducidos y su capacidad para finalizar jugadas de forma efectiva.Yamal también ha citado al exjugador del Barcelona Neymar como una gran influencia en su propio estilo de juego.

### Recepción
Lamine Yamal ha recibido una cálida recepción en la prensa deportiva internacional, que lo considera uno de los jóvenes talentos más prometedores del fútbol mundial. Su destacada actuación en la Eurocopa 2024, donde se convirtió en el goleador más joven de la historia del torneo, consolidó su estatus como una de las grandes promesas del fútbol. Medios de prestigio como The Guardian, L'Equipe y La Gazzetta dello Sport lo han comparado con grandes figuras como Lionel Messi, destacando su capacidad de regate, su velocidad y su visión de juego.
El rendimiento de Yamal con la selección española, en particular su gol en la semifinal contra Francia, fue aclamado como una "joya" y una muestra de su madurez y habilidad, a pesar de su juventud. La prensa resalta que su actitud positiva y su habilidad para jugar con una sonrisa han sido factores clave en su éxito.

## Estadísticas

### Clubes
Actualizado al último partido disputado el 16 de agosto de 2025.
| Club                     | Div.          | Temporada     | Liga  | Liga  | Liga   | Copas nacionales | Copas nacionales | Copas nacionales | Copas internacionales | Copas internacionales | Copas internacionales | Total | Total | Total  |
| Club                     | Div.          | Temporada     | Part. | Goles | Asist. | Part.            | Goles            | Asist.           | Part.                 | Goles                 | Asist.                | Part. | Goles | Asist. |
| ------------------------ | ------------- | ------------- | ----- | ----- | ------ | ---------------- | ---------------- | ---------------- | --------------------- | --------------------- | --------------------- | ----- | ----- | ------ |
| F. C. Barcelona · España | 1.ª           | 2022-23       | 1     | 0     | 0      | 0                | 0                | 0                | 0                     | 0                     | 0                     | 1     | 0     | 0      |
| F. C. Barcelona · España | 1.ª           | 2023-24       | 37    | 5     | 5      | 3                | 2                | 0                | 10                    | 0                     | 2                     | 50    | 7     | 7      |
| F. C. Barcelona · España | 1.ª           | 2024-25       | 35    | 9     | 13     | 7                | 4                | 6                | 13                    | 5                     | 3                     | 55    | 18    | 22     |
| F. C. Barcelona · España | 1.ª           | 2025-26       | 1     | 1     | 1      | 0                | 0                | 0                | 0                     | 0                     | 0                     | 1     | 1     | 1      |
| F. C. Barcelona · España | Total club    | Total club    | 74    | 15    | 19     | 10               | 6                | 6                | 23                    | 5                     | 5                     | 107   | 26    | 30     |
| Total carrera            | Total carrera | Total carrera | 74    | 15    | 19     | 10               | 6                | 6                | 23                    | 5                     | 5                     | 107   | 26    | 30     |
| 1. 2.                    |               |               |       |       |        |                  |                  |                  |                       |                       |                       |       |       |        |

### Selección nacional
Actualizado al último partido jugado el 5 de junio de 2025.
| Selección       | Año             | Amistosos | Amistosos | Amistosos | Eliminatorias | Eliminatorias | Eliminatorias | Europeo     | Europeo     | Europeo     | Mundial     | Mundial     | Mundial     | Total | Total | Total  | Media goleadora |
| Selección       | Año             | Part.     | Goles     | Asist.    | Part.         | Goles         | Asist.        | Part.       | Goles       | Asist.      | Part.       | Goles       | Asist.      | Part. | Goles | Asist. | Media goleadora |
| --------------- | --------------- | --------- | --------- | --------- | ------------- | ------------- | ------------- | ----------- | ----------- | ----------- | ----------- | ----------- | ----------- | ----- | ----- | ------ | --------------- |
| Sub-16 España   | 2021            | 4         | 1         | –         | –             | –             | –             | Inexistente | Inexistente | Inexistente | Inexistente | Inexistente | Inexistente | 4     | 1     | 0      | 0.25            |
| Sub-16 España   | Total           | 4         | 1         | 0         | 0             | 0             | 0             | 0           | 0           | 0           | 0           | 0           | 0           | 4     | 1     | 0      | 0.25            |
| Sub-15 España   | 2022            | 6         | 3         | 2         | –             | –             | –             | Inexistente | Inexistente | Inexistente | Inexistente | Inexistente | Inexistente | 6     | 3     | 2      | 0.5             |
| Sub-15 España   | Total           | 6         | 3         | 2         | 0             | 0             | 0             | 0           | 0           | 0           | 0           | 0           | 0           | 6     | 3     | 2      | 0.5             |
| Sub-17 España   | 2022            | 2         | 1         | 1         | –             | –             | –             | Inexistente | Inexistente | Inexistente | Inexistente | Inexistente | Inexistente | 2     | 1     | 1      | 0.5             |
| Sub-17 España   | 2023            | 3         | 3         | –         | –             | –             | –             | 5           | 4           | 2           | Inexistente | Inexistente | Inexistente | 8     | 7     | 2      | 0.88            |
| Sub-17 España   | Total           | 5         | 4         | 1         | 0             | 0             | 0             | 5           | 4           | 2           | 0           | 0           | 0           | 10    | 8     | 3      | 0.8             |
| Sub-19 España   | 2022            | 1         | –         | –         | –             | –             | –             | Inexistente | Inexistente | Inexistente | Inexistente | Inexistente | Inexistente | 1     | 0     | 0      | 0               |
| Sub-19 España   | Total           | 1         | 0         | 0         | 0             | 0             | 0             | 0           | 0           | 0           | 0           | 0           | 0           | 1     | 0     | 0      | 0               |
| Absoluta España | 2023            | –         | –         | –         | 4             | 2             | –             | Inexistente | Inexistente | Inexistente | Inexistente | Inexistente | Inexistente | 4     | 2     | 0      | 0.5             |
| Absoluta España | 2024            | 3         | –         | 3         | 3             | –             | 1             | 7           | 1           | 4           | Inexistente | Inexistente | Inexistente | 13    | 1     | 8      | 0.08            |
| Absoluta España | 2025            | 0         | 0         | 0         | 3             | 3             | 0             |             |             |             | Inexistente | Inexistente | Inexistente | 3     | 3     | 0      | 1               |
| Absoluta España | Total           | 3         | 0         | 3         | 10            | 5             | 1             | 7           | 1           | 4           | 0           | 0           | 0           | 20    | 6     | 8      | 0.3             |
| Total selección | Total selección | 19        | 8         | 6         | 10            | 5             | 1             | 13          | 7           | 6           | 0           | 0           | 0           | 41    | 18    | 13     | 0.44            |
| 1. 2.           |                 |           |           |           |               |               |               |             |             |             |             |             |             |       |       |        |                 |

## Palmarés

### Títulos nacionales
| Título                     | Club            | País   | Año  |
| -------------------------- | --------------- | ------ | ---- |
| Primera División de España | F. C. Barcelona | España | 2023 |
| Supercopa de España        | F. C. Barcelona | España | 2025 |
| Copa del Rey               | F. C. Barcelona | España | 2025 |
| Primera División de España | F. C. Barcelona | España | 2025 |

### Títulos internacionales
| Título   | Selección | País     | Año  |
| -------- | --------- | -------- | ---- |
| Eurocopa | España    | Alemania | 2024 |

### Distinciones individuales
| Distinción                                    | Año  |
| --------------------------------------------- | ---- |
| Premio Golden Boy - The Youngest              | 2024 |
| Jugador del partido vs Francia - Eurocopa     | 2024 |
| Máximo asistente de la Eurocopa (4)           | 2024 |
| Mejor jugador joven de la Eurocopa            | 2024 |
| Equipo del Torneo de la Eurocopa              | 2024 |
| Mejor jugador del mes de septiembre de LaLiga | 2024 |
| Trofeo Kopa                                   | 2024 |
| Premio Golden Boy                             | 2024 |
| FIFA/FIFPro World XI                          | 2024 |
| Globe Soccer Awards - Emerging Player         | 2024 |
| Mejor jugador sub-20 del mundo por la IFFHS   | 2024 |
| Premio Laureus - Deportista Revelación        | 2025 |
| Máximo asistente de La Liga (13)              | 2025 |